# 固城镇 (隆尧县)
固城镇是中国河北省邢台市隆尧县下辖的一个镇。

## 行政区划
固城镇下辖固城村、户曹村、北辛庄村、东王村、孟村、西潘村、东潘村、北寨子村、大营村、乡观村、北西董村、王桥村、小孟村、火连庄村、胡家庄村、前岳村、后岳村、辛刘庄村。